# Prefektura Nagano

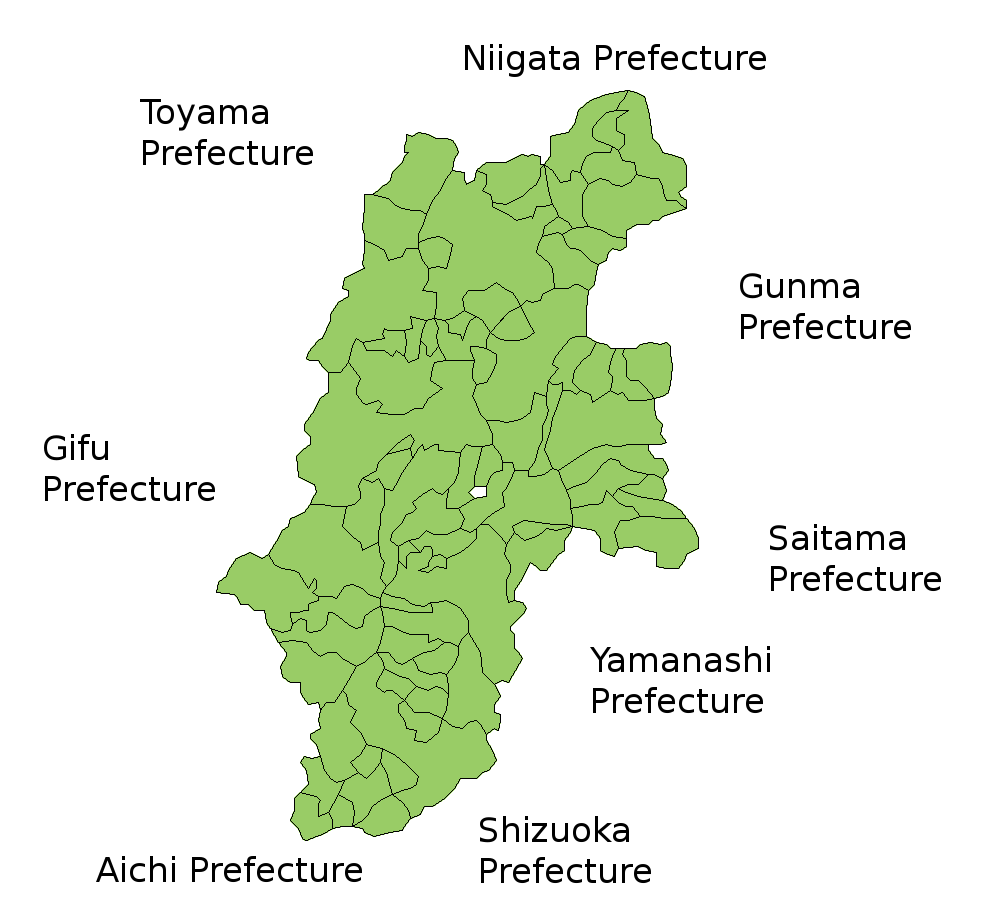
Mapa prefektury Nagano

Prefektura Nagano (japonsky: 長野県, Nagano-ken) je jednou ze 47 prefektur Japonska. Nachází se v regionu Čúbu na ostrově Honšú. Hlavním městem je Nagano.
Prefektura má rozlohu 13 585,22 km2 a k 1. dubnu 2006 měla 2 188 387 obyvatel.

## Historie
Prefektura Nagano byla dříve známá jako provincie Šinano a během období Sengoku byla rozdělena mezi mnoho místních daimjóů.
Hlavní město prefektury Nagano hostilo Zimní olympijské hry 1998, což zajistilo prefektuře velkou mezinárodní publicitu. Rovněž to přispělo k vybudování spojení s Tokiem vlaky Šinkansen.

## Geografie
Devět z dvanácti nejvyšších hor Japonska se nachází v této vnitrozemské prefektuře. Nagano je prefektura s největším počtem sousedních prefektur. Rovněž v ní leží místo s největší vzdáleností od oceánu v Japonsku.
Nachází se zde jezero Kizaki, letovisko populární pro své mnohé vodní atrakce.

### Města
V prefektuře Nagano je 19 velkých měst (市, ši):
| - Azumino (安曇野) - Čikuma (千曲) - Čino (茅野) - Iida (飯田) - Iijama (飯山) - Ina (伊那) - Komagane (駒ヶ根) | - Komoro (小諸) - Macumoto (松本) - Nagano (長野 hlavní město) - Nakano (中野) - Okaja (岡谷) - Ómači (大町) | - Saku (佐久) - Suwa (諏訪) - Suzaka (須坂) - Šiodžiri (塩尻) - Tómi (東御) - Ueda (上田) |

## Zajímavosti
- Jezero Kizaki (木崎湖 Kizaki ko)
- Hrad Macumoto (松本城 Macumotodžó) – prohlášený za japonský národní poklad
- Jeden z nejvyšších gejzírů na světě (asi 40 až 50 metrů, 上諏訪温泉 Kamisuwa onsen) v Suwě
- Zenkódži (善光寺) – chrám v Naganu